# Pedajamäe
Pedajamäe – wieś położona w estońskiej gminie Otepää.
Według spisu ludności z 2021 roku wieś Pedajamäe miała 90 mieszkańców.

## Sport
Mieszkańcy wsi Pedajamäe wzięli w 2020 roku udział w Wielkich Igrzyskach Gminy Otepää (est. Otepää Valla Mängude).